# 張學良故居
張學良故居是張學良一生居住最久之地方，也是他在台灣唯一擁有的私人財產，腹地面積約為1,000坪。張學良是發動西安事變，使中國共產黨得以存續下去的爭議人物，影響整個中國近代史，其故居是見證中國近代歷史人物及事件之地，2016年8月8日臺北市政府文化局正式公佈為歷史建物，同時也被登錄在“國家文化資產資料庫”，可謂張學良生平最具代表性之處。

## 簡介

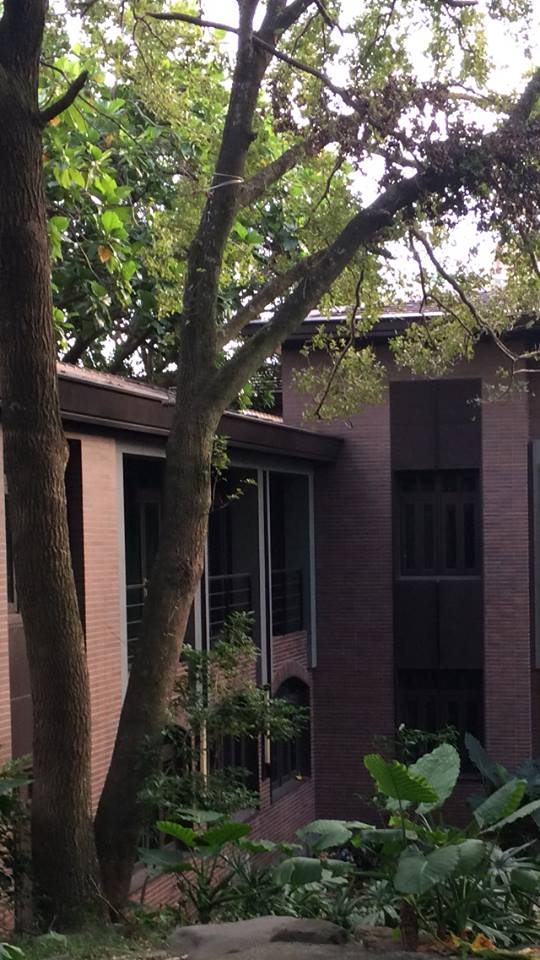
張學良故居位於臺北市北投區復興三路70號，是張學良一生居住最久的地方

張學良北投住所是由蔣經國先生幫其尋找的地點，並同意屬張私人所擁有，蔣中正用其特殊的地形，規劃國安局/憲兵營將其住處前後看護着，進門後，前區第一排是國安局派駐看守的專用房區；中間區有特殊獨立的地下禮拜堂供信仰用，並設有頗具厚度防爆門的防空洞。
整個園區有主建物、車房、蘭花房、防空洞、花園、小水池… 主建物後緣有大濠溝、秘密碉堡多處，最後一區有天然石頭牆止隔後段地界。

## 交通資訊

### 台北捷運
淡水線新北投站

## 外部連結
國家文化部文化資產局登錄 （页面存档备份，存于）